# Moshe Lewin (Historiker)

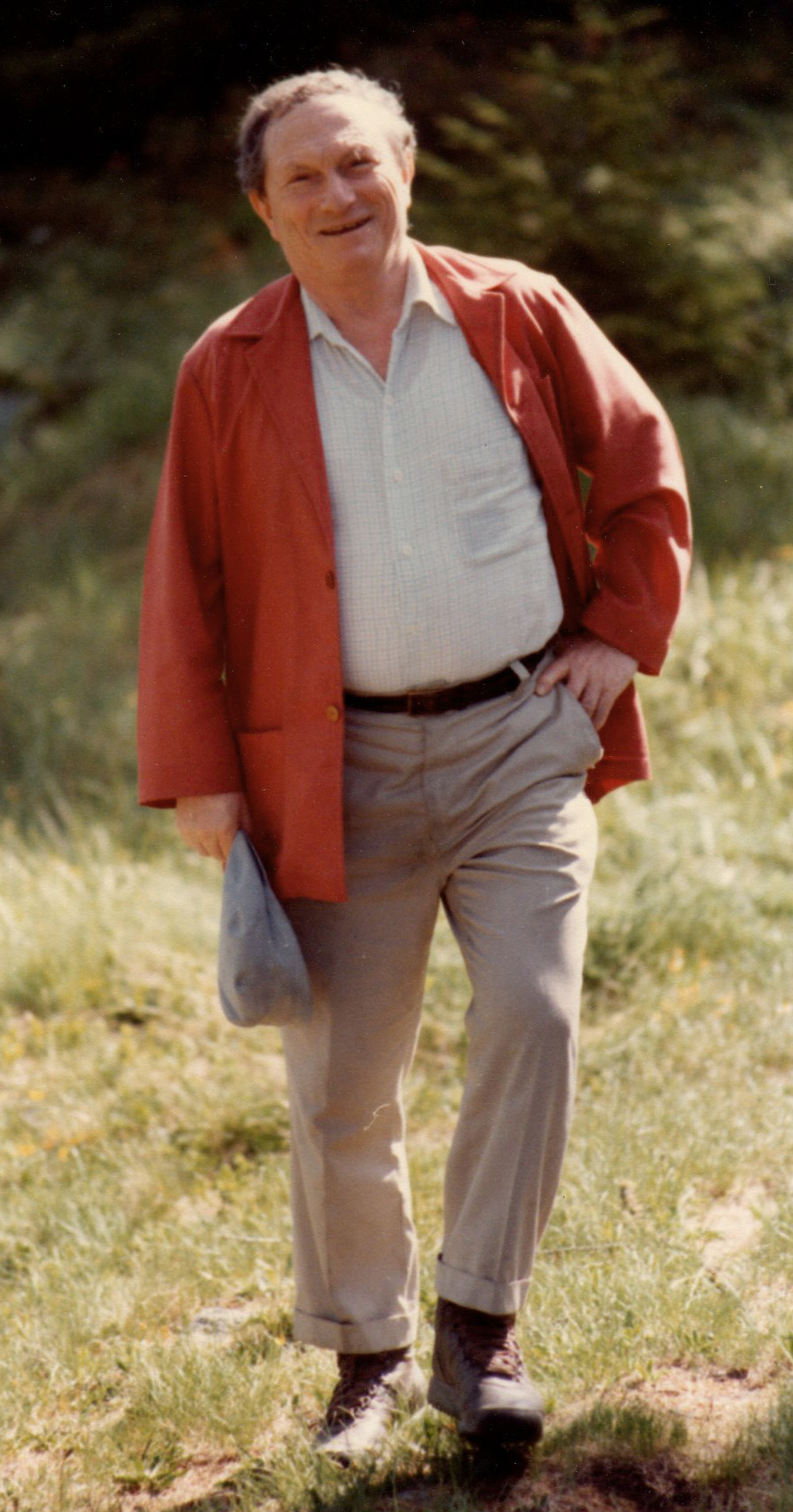
Moshe Lewin, Mitte der 1980er Jahre

Moshe Lewin (auch Misha Lewin) (* 7. November 1921 im  damals polnischen Wilno, (litauisch Vilnius); † 14. August 2010 in Paris) war ein Historiker. Er befasste sich vor allem mit der Geschichte Russlands und der Geschichte der Sowjetunion. Lewin galt als ein Doyen der sogenannten „revisionistischen Schule“; diese setzte sich seit Ende der 1960er Jahre von Untersuchungen ab, die der Totalitarismustheorie zuzuordnen sind.

## Leben

### Frühe Jahre
Lewin war Kind eines jüdischen Vaters und einer ukrainischen oder russischen Mutter; die Eltern starben später im Zuge des Holocaust. Die ersten 20 Jahre seines Lebens verbrachte er in Polen. Im Juni 1941 floh er vor der heranrückenden deutschen Wehrmacht in die Sowjetunion.
In den nächsten zwei Jahren arbeitete Lewin in einer Kolchose und als Hochofenarbeiter. Die Erfahrungen als Land- und Industriearbeiter in der Sowjetunion prägten später sein akademisches Schaffen. Im Sommer 1943 trat er in die Rote Armee ein. Er wurde auf eine Offiziersschule geschickt. Dort verbrachte er die restliche Kriegszeit; am letzten Tag des Krieges wurde er befördert.
1946 ging er zurück nach Polen, bevor er nach Frankreich emigrierte. Er förderte im Rahmen der Bricha die Einwanderung von Juden nach Palästina (Alija Bet) und wurde Mitglied der sozialistisch-zionistischen Jugendorganisation Hashomer Hatzair. Als langjähriger Anhänger des linken Zionismus wanderte er 1951 nach Israel ein; dort wurde er Mitglied der Kommunistischen Partei und arbeitete als Kibbuznik sowie als Journalist.
Insbesondere Aktionen der israelischen Streitkräfte wie das Qibya-Massaker und Vorgänge im Sinai-Krieg enttäuschten Lewin. Sie führten dazu, dass er sich neu orientierte und ein Studium aufnahm. 1961 verlieh ihm die Universität Tel Aviv den akademischen Grad eines Bachelors. Im selben Jahr erhielt Lewin, der Russisch, Jiddisch, Polnisch, Deutsch, Hebräisch, Englisch sowie Französisch sprach, ein Forschungsstipendium und schrieb sich an der Pariser Sorbonne ein. An dieser Universität erforschte er die Kollektivierung der sowjetischen Landwirtschaft. Für seine Dissertation verlieh ihm die Sorbonne 1964 den Doktorgrad (Ph.D.).

### Wissenschaftliche Karriere
Von 1965 bis 1966 arbeitete Lewin als Studiendirektor an der École pratique des hautes études in Paris. In dieser Zeit verfasste er auch ein Buchmanuskript, dem seine Dissertation zugrunde lag. Das Buch erschien 1966 in Französisch, die englische Übersetzung kam 1968 unter dem Titel Russian Peasants and Soviet Power heraus.
In dieser Monographie befasste sich Lewin mit der Getreidebeschaffungskrise von 1928 und den damit zusammenhängenden politischen Konflikten an der Spitze der kommunistischen Partei. Diese Auseinandersetzungen mündeten seinerzeit in die Entscheidung für eine gewaltsame Kollektivierung der sowjetischen Landwirtschaft. In seiner Arbeit betonte Lewin, die Kollektivierung sei eine zweckmäßige, wenngleich extreme Antwort des sowjetischen Regimes auf reale Probleme gewesen. Er kennzeichnete sie zugleich als eine von mehreren denkbaren Lösungswegen. Die Kollektivierung sei keineswegs unvermeidlich und vorherbestimmt gewesen, sie sei vielmehr eine brutale Manifestation von Realpolitik. Seine Interpretation unterschied sich damit deutlich von der traditionellen Geschichtsschreibung seiner Zeit. Russian Peasants and Soviet Power war zunächst angelegt als erster Teil einer umfassenden Studie zur Sozialgeschichte Russlands bis 1934, dem Todesjahr von Sergei Kirow. Diese Vorstellung zerschlug sich jedoch, möglicherweise auch deswegen, weil die britischen Historiker Edward Hallett Carr und Robert W. Davies ein vergleichbares Vorhaben vorantrieben.
1967 veröffentlichte er Le Dernier Combat de Lénine (Paris: Éditions de Minuit), eine ausführliche Untersuchung, die die Entwicklung von Lenins Überlegungen zur Gefährdung des Sowjetstaates durch den alten zaristischen Beamtenapparat wie die neue sowjetische Bürokratie nachzeichnete. Moshe Lewin arbeitete in dieser Schrift ebenfalls die Nachfolgekämpfe heraus, die bereits in der Endphase von Lenins tödlicher Erkrankung tobten. Hier verwies er ebenfalls auf „verlorengegangene“ Alternativen zur realen historischen Entwicklung. Lewin präsentierte auf diese Weise abermals eine historiografische Perspektive, die sich von der Mehrzahl aller Fachstudien deutlich unterschied. Diese Studien unterstellten gemäß der in der akademischen Welt dominierenden Totalitarismustheorie, die Sowjetunion sei ein grundsätzlich nicht wandlungsfähiges und monolithisches Gebilde.
Von 1967 bis 1968 war Lewin Senior Fellow an der Columbia University in New York City. Anschließend nahm er von 1968 bis 1978 eine Professur an der Birmingham University wahr.
In dieser Periode veröffentlichte er  Political Undercurrents in Soviet Economic Debates: From Bukharin to the Modern Reformers. Innerhalb des akademischen Diskurses über die 1920er Jahre der Sowjetunion trug diese Studie zusammen mit den Arbeiten von Stephen F. Cohen, Historiker an der Princeton University, dazu bei, die Bedeutung von Nikolai Bucharin und seinen Ideen zu unterstreichen. Lewin hob hervor, dass viele Kritikpunkte, die Bucharin 1928 und 1929 gegen die Politik Josef Stalins vorbrachte, Jahrzehnte später von Reformkommunisten als die ihrigen ausgegeben wurden. Allein dies unterstreiche die Wichtigkeit historischer Studien für die jeweilige Gegenwart. Nachdem er Birmingham verlassen hatte, ging Lewin zurück in die Vereinigten Staaten und lehrte bis zu seinem Ruhestand im Jahr 1995 an der University of Pennsylvania. 2007 ließ er sich endgültig in Frankreich nieder.
Lewin galt als Nestor der Sozialgeschichte und als Pate der in den 1970er und 1980er Jahren aufstrebenden „revisionistischen Schule“ junger, sozialgeschichtlich orientierter Sowjetunion-Historiker. Dennoch konzentrierte sich sein Werk auf die Beziehungen zwischen politischer Geschichte und Wirtschaftsgeschichte. Eine auffällige Ausnahme stellte in dieser Hinsicht die 1985 veröffentlichte Aufsatzsammlung The Making of the Soviet System dar. In diesem Buch behandelte Lewin eine Reihe sozialgeschichtlicher Kernthemen wie etwa ländliche Sitten, Volksglauben, Gewohnheitsrecht in der dörflichen Gesellschaft, die Sozialstruktur der russischen Bauernschaft und die sozialen Beziehungen in der sowjetischen Industrie. Lewin positionierte sich als Kritiker einer politikgeschichtlich orientierten Sowjetunion-Geschichtsschreibung, die danach fragt, wozu Einzelne und Gruppen bereit sind; stattdessen bevorzugte er einen unpolitischeren Ansatz, der herauszufinden versucht, wie Russen ticken.
Theorien mit weitreichendem Anspruch betrachtete er stets mit Skepsis, dennoch bildeten die Schriften von Karl Marx, Max Weber und der Annales-Schule wichtige Bezugspunkte für seine Forschungsarbeit zur sowjetischen Geschichte.
Obwohl er die Totalitarismustheorie ablehnte, interessierte ihn der systematische Vergleich zwischen Deutschland und Russland beziehungsweise zwischen dem Nationalsozialismus und dem Stalinismus. Mit seinem britischen Kollegen Ian Kershaw organisierte Moshe Lewin mehrere Kolloquien zu dieser Aufgabenstellung. Beide veröffentlichten 1997 die Aufsatzsammlung Stalinism and Nazism. Dictatorships in comparison.
Einige von Lewin geprägte Begriffe zur Kennzeichnung der Reichweite sozialer Transformationsprozesse in der Sowjetunion fanden weite Verbreitung in der akademischen Debatte. Er etablierte beispielsweise die Begriffe „Flugsandgesellschaft“, „Verländlichung der Städte“ und „Verbäuerlichung der Arbeiterklasse“.
Die späten Arbeiten von Moshe Lewin befassten sich mit dem Aufstieg von Michail Gorbatschow und dessen Bemühungen um eine Reform des kommunistischen Systems (Perestroika). Zugleich war Lewin bestrebt, den Aufstieg und Fall des Sowjetkommunismus in eine größere historische Perspektive einzuordnen. In seinem letzten Buch – The Soviet Century, im Jahr 2005 publiziert – argumentiert Lewin, das politische und ökonomische System der Sowjetunion sei – ähnlich der bürokratischen Monarchie Preußens im 18. Jahrhundert – eine Art bürokratischer Absolutismus gewesen. Es habe nachgegeben, nachdem es aufgehört habe, jene Leistungen zu erbringen, zu denen es einst in der Lage war.

### Ehrungen, Tod und Nachlass
1992 wurde er mit einer von den Historikern Nick Lampert and Gábor Tamás Rittersporn herausgegebenen Festschrift geehrt. Sie trug den Titel Stalinism: Its Nature and Aftermath: Essays in Honour of Moshe Lewin. Beiträge lieferten unter anderem Wirtschaftshistoriker wie Alec Nove und R.W. Davies sowie Sozialhistoriker wie Lewis Siegelbaum und Ronald Grigor Suny.
Im Jahre 2006 würdigte ihn die American Association for the Advancement of Slavic Studies mit ihrem Award for Distinguished Contributions to Slavic Studies für seine „monumentalen“ Beiträge zur russischen Geschichte des 20. Jahrhunderts.
Moshe Lewin starb im Alter von 88 Jahren am 14. August 2010 vereinsamt und zurückgezogen – Omer Bartov zufolge vermutlich wegen zunehmender Demenz und Paranoia – in Paris.
Lewins wissenschaftlicher Nachlass ist in der University of Pennsylvania archiviert.

## Werke
- La Paysannerie et le Pouvoir Sovietique. Paris: Mouton, 1966.
  - Englische Ausgabe: Russian Peasants and Soviet Power: A Study of Collectivization. Irene Nove with John Biggart, trans. London: George Allen and Unwin, 1968.
- Le Dernier Combat de Lénine. Paris: Les Editions de Minuit, 1967.
  - Englische Ausgabe: Lenin's Last Struggle. A.M. Sheridan Smith, trans. New York: Random House, 1968.
  - Deutsche Ausgabe: Lenins letzter Kampf. Aus d. Franz. von Eva Gärtner. Hoffmann und Campe, Hamburg 1970, ISBN 3-455-04399-2.
- Political Undercurrents in Soviet Economic Debates: From Bukharin to the Modern Reformers. Princeton, NJ: Princeton University Press, 1974.
  - Wiederveröffentlichung unter dem Titel Stalinism and the Seeds of Soviet Reform: The Debates of the 1960s (1991).
- The Making of the Soviet System: Essays in the Social History of Interwar Russia. New York: Pantheon, 1985.
- The Gorbachev Phenomenon: A Historical Interpretation. Berkeley: University of California Press, 1988.
  - Deutsche Ausgabe: Gorbatschows neue Politik. Die reformierte Realität und die Wirklichkeit der Reformen. Aus dem Amerikan. übers. von Hans Günter Holl. Fischer-Taschenbuch-Verlag, Frankfurt am Main 1988, ISBN 3-596-24405-6.
- Russia – USSR – Russia: The Drive and Drift of a Superstate. New York: The New Press, 1995.
- Stalinism and Nazism: Dictatorships in Comparison. Co-edited with Ian Kershaw. Cambridge, England: Cambridge University Press, 1997.
- The Soviet Century. London: Verso, 2005.